# ریشک‌ماهی رنگی
ریشک‌ماهی رنگی (نام علمی: Barbodes) نام یک سرده از تیره کپورماهیان است.